# 圣日耳曼代塔布勒
圣日耳曼代塔布勒（法語：Saint-Germain-d'Étables，法語發音：[sɛ̃ ʒɛʁmɛ̃ detabl]）是法国滨海塞纳省的一个市镇，属于迪耶普区。

## 地理
圣日耳曼代塔布勒（49°50'21"N, 1°10'1"E）面积7.26 平方千米，位于法国诺曼底大区滨海塞纳省，该省份为法国北部沿海省份，其西部及北部濒大西洋英吉利海峡，东起顺时针与索姆省、瓦兹省、厄尔省和卡爾瓦多斯省接壤。
与圣日耳曼代塔布勒接壤的市镇（或旧市镇、城区）包括：勒布瓦罗贝尔、拉沙佩勒迪布尔盖、当皮埃尔圣尼古拉、弗勒勒维尔、马蒂尼、圣欧班勒科夫、小托尔西。

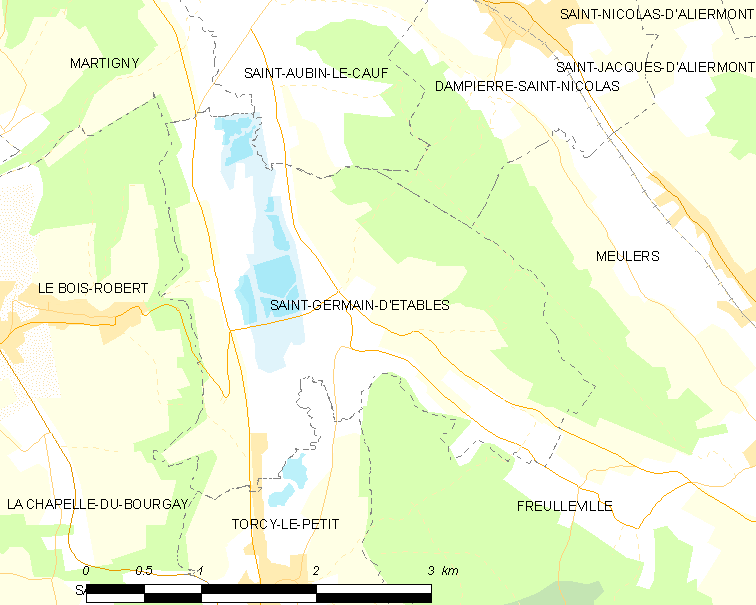
圣日耳曼代塔布勒的OSM定位图

圣日耳曼代塔布勒的时区为UTC+01:00、UTC+02:00（夏令时）。

## 行政
圣日耳曼代塔布勒的邮政编码为76590，INSEE市镇编码为76582。

## 政治
圣日耳曼代塔布勒所属的省级选区为吕讷赖县。

## 人口

1962-2008年间圣日耳曼代塔布勒人口变化图示

圣日耳曼代塔布勒于2022年1月1日时的人口数量为235人。